# Christina Meckelnborg
Christina Meckelnborg (geborene Lucke, * 17. Juni 1956 in Berlin) ist eine deutsche Klassische Philologin (Latinistin).

## Leben
1979 bis 1983 war sie wissenschaftliche Mitarbeiterin an der Freien Universität Berlin, wo sie 1982 mit der Dissertation P. Ovidius Naso Remedia amoris: Kommentar zu Vers 397–814 bei Franco Munari promoviert wurde. 1983 bis 1985 wissenschaftliche Mitarbeiterin an der Universität Münster. 1985 bis 1987 absolvierte sie das Bibliotheksreferendariat an der Staatsbibliothek zu Berlin – Preußischer Kulturbesitz und war dann bis 1988 wissenschaftliche Mitarbeiterin in der Handschriftenabteilung der Staatsbibliothek zu Berlin. Von 1988 bis 1991 war sie wissenschaftliche Mitarbeiterin (DFG) im Landeshauptarchiv Koblenz.
Nach ihrer Habilitation wurde sie 1991 als Professorin für Klassische Philologie und Mittellatein an die Universität Osnabrück, zunächst an deren Standort Vechta, berufen. 2016 trat sie in den Ruhestand.
Meckelnborg ist als Autorin herausragender papyrologischer, kodikologischer und exegetischer Schriften bekannt. Darüber hinaus erstellte sie eine Neuausgabe der Lateinischen Phraseologie von Carl Meißner, die zuerst 2004 bei der Wissenschaftlichen Buchgesellschaft erschien und bis 2015 fünf Neuauflagen erfuhr. 2015 legte Meckelnborg eine neue Edition der ältesten brandenburgischen Chronik, des Tractatus de urbe Brandenburg, vor. Enno Bünz schreibt dazu: „Neueditionen von erzählenden Quellen führen vielfach zu stellenweise verbesserten Texten, haben aber selten so grundstürzende Folgen, wie in diesem Fall.“

## Schriften (Auswahl)
- P. Ovidius Naso, Remedia amoris. Kommentar zu Vers 397-814 (Habelts Dissertationsdrucke, Reihe Klassische Philologie, Bd. 33). 1. Aufl. Habelt, Bonn 1982, ISBN 3-7749-1882-1; (Nova Classica, Bd. 4). 2. Aufl. Nomos, Baden-Baden 2024, ISBN 978-3-8288-4909-9.

- (Hrsg., mit Bernd Schneider): Bartholomaei Coloniensis Ecloga bucolici carminis (= Gratia, Bd. 26). Harrassowitz, Wiesbaden 1995, ISBN 3-447-03674-5.

- (Bearb.): Mittelalterliche Handschriften im Landeshauptarchiv Koblenz. Bd. 1: Die nichtarchivischen Handschriften der Signaturengruppe Best. 701, Nr. 1–190 (= Veröffentlichungen der Landesarchivverwaltung Rheinland-Pfalz, Bd. 78). Koblenz 1998, ISBN 3-931014-39-8.

- (Hrsg., mit Bernd Schneider): Opusculum fabularum. Die Fabelsammlung der Berliner Handschrift Theol. Lat. Fol. 142 (= Mittellateinische Studien und Texte, Bd. 26). Brill, Leiden 1999, ISBN 90-04-11333-9.

- (Hrsg., mit Bernd Schneider): Odyssea, Responsio Ulixis ad Penelopem. Die humanistische Odyssea decurtata der Berliner Handschrift Diez. B Sant. 41 (= Beiträge zur Altertumskunde, Bd. 66). Saur, München 2002, ISBN 3-598-77715-9.
- (Hrsg.): Chariton / Kallirhoe. Griechisch und deutsch. Wissenschaftliche Buchgesellschaft, Darmstadt 2006, ISBN 3-534-18119-0.
- (Hrsg., mit Bernd Schneider): Odyssea Homeri a Francisco Griffolino Aretino in latinum translata. Die lateinische Odyssee-Übersetzung des Francesco Griffolini (= Mittellateinische Studien und Texte, Bd. 43). Brill, Leiden 2011, ISBN 978-90-04-20348-8.

- (mit Anne-Beate Riecke): Georg Spalatins „Chronik der Sachsen und Thüringer“. Ein historiographisches Großprojekt der Frühen Neuzeit (= Schriften des Thüringischen Hauptstaatsarchivs, Bd. 4). Böhlau, Köln 2011, ISBN 978-3-412-20112-8.

- Tractatus de urbe Brandenburg. Das älteste Zeugnis brandenburgischer Geschichtsschreibung. Textanalyse und Edition (= Schriften der Landesgeschichtlichen Vereinigung für die Mark Brandenburg, N.F., Bd. 7). Lukas, Berlin 2015, ISBN 978-3-86732-215-7.

- Der Wittenberger Homer. Johann Stigel und seine lateinische Übersetzung des elften Odyssee-Buches (= Leucorea-Studien zur Geschichte der Reformation und der Lutherischen Orthodoxie, Bd. 28). Evangelische Verlagsanstalt, Leipzig 2015, ISBN 3-374-04301-1.

- (mit Bernd Schneider): Georg Sibutus / Carmen de musca Chilianea und Carmen de puella. Iocosa und Erotica aus dem vorreformatorischen Wittenberg (1507). Böhlau, Wien 2021, ISBN 978-3-412-52022-9.

- (mit Evelyn Hanisch): Die Inkunabeln der Bibliothek der Stiftung Staatliches Görres-Gymnasium Koblenz. Harrassowitz, Wiesbaden 2022, ISBN 978-3-447-11897-2.